# Johann Josef Loschmidt
Johann Josef Loschmidt (15. březen 1821 Počerny, dnes část Karlových Varů – 8. červenec 1895 Vídeň) byl rakouský chemik, fyzik a krystalograf českého původu německé národnosti.

## Životopis
Narodil se v chudé rodině zemědělce v Počernech. K jeho prvním učitelům v mládí patřil kněz Adalbert Čech, jenž rozpoznal jeho talent a přesvědčil jeho rodiče, aby jej nechali studovat v piaristickém semináři v Ostrově nad Ohří. Roku 1837 pak přešel na studia do Prahy. Na Karlově Univerzitě studoval filozofii a matematiku; zde se seznámil s profesorem filozofie Franzem Exnerem, jemuž špatně sloužil zrak a požádal Loschmidta, aby se stal jeho předčitatelem. Exner zastával reformní názory na výuku a prosazoval vyučování matematiky a přírodních věd jako důležitých předmětů. S Loschmidtem se stali přáteli a Exner mu navrhl, aby používal matematické metody na psychologické jevy. Tak se Loschmidt stal velmi zručným matematikem.
Později Loschmidt přesídlil do Vídně a roku 1868 se stal profesorem
fyzikální chemie na Vídeňské univerzitě, kde působil do
konce své odborné aktivity roku 1891. Zemřel ve Vídni roku 1895.

## Dílo
Roku 1856 Loschmidt určil objem molekul ve vzduchu. Ve svém spisu Chemische Studien ("chemické studie") z roku 1861 navrhl dvojrozměrné znázornění více než 300 molekul způsobem pozoruhodně podobným tomu, který je používán v současnosti. Mezi nimi byly mimo jiných i aromatické molekuly, jako například benzen a triaziny. Loschmidt znázornil benzenové jádro kruhem, jenž podle něj označoval strukturu, která měla být určena teprve později. Podle některých názorů však tímto symbolem myslel cyklickou strukturu, čímž by o čtyři roky předčil F. A. Kekulého, jenž je obvykle označován za objevitele cyklické struktury benzenu.
Roku 1865 Loschmidt jako první určil počet molekul v 1 cm3 ideálního plynu při normálním tlaku a teplotě. Ten je dnes označován jako "Loschmidtova konstanta". Později Loschmidt s využitím zjištění A. Avogadra, že při stejných podmínkách má libovolný plyn stejný počet molekul na jeden mol, určil její hodnotu 6,023×1023 mol−1, nazývanou dnes většinou Avogadrovou konstantou, někdy zřídka, zejména v německé literatuře, označovaný nepřesně i jako Loschmidtovo číslo.
Loschmidt se ve Vídni na univerzitě spřátelil s mladším kolegou L. Boltzmannem. Loschmidt se v této souvislosti proslavil svojí kritikou toho, jak se Boltzmann pokoušel odvodit z kinetické teorie druhý termodynamický zákon. Tato disputace se stala známou jako "paradox vratnosti" a později přivedla Boltzmanna k formulaci statistické definice entropie.